# Vismia steyermarkii
Vismia steyermarkii är en johannesörtsväxtart som beskrevs av N.K.B. Robson. Vismia steyermarkii ingår i släktet Vismia och familjen johannesörtsväxter. Inga underarter finns listade i Catalogue of Life.